# A19 (Italië)
De Autostrada A19 is een Italiaanse autosnelweg in z'n geheel gelegen op het eiland Sicilië. De weg begint iets ten zuiden van Palermo en loopt een kleine 50 km mee met de kustlijn, waarna deze na de route zich afgesplitst heeft van de A20, die de kustlijn richting Messina blijft volgen van de kustlijn afloopt. Na eerst een aantal tunnels te hebben gepasseerd komt de route aan bij de stad Enna en ruim 70 km verder bij de eindbestemming Catania. Deze weg is een van de weinige snelwegen in Italië waar geen tol op wordt geheven.

## A19 Diramazione per via Giafar
De A19dir of Diramazione per via Giafar is de verlenging van de huidige A19 vanaf KM 0 en gaat tot de Circonvallazione di Palermo